# Trigonia spruceana
Trigonia spruceana là một loài thực vật có hoa trong họ Trigoniaceae. Loài này được Benth. ex Warm. miêu tả khoa học đầu tiên năm 1875.